# Сибирский 5-й стрелковый полк
5-й Сибирский стрелковый полк — пехотная воинская часть Русской императорской армии.
Полковой праздник: 9 мая.
Старшинство: 18 июля 1849 года.
Дислокация на 1914 год: Никольск-Уссурийский.

## История полка
- 18 июля 1849 — сформирован Енисейский гарнизонный батальон.
- 1859 — 5-й Восточно-Сибирский линейный батальон.
- Переименован в 9-й Восточно-Сибирский линейный батальон.
- 28 января 1898 — Переформирован в 5-й Восточно-Сибирский стрелковый полк.
- 1904 — на момент начала осады Порт-Артура три роты 1-го батальона и три роты 2-го батальона полка[1] находились в крепости в составе 4-й Восточно-Сибирской стрелковой дивизии (3056 нижних чинов и 56 офицеров).
- 25 мая 1904 — с приданными двумя ротами 13-го Восточно-Сибирского стрелкового полка и охотничьими командами 16-го Восточно-Сибирского стрелкового полка (4 400 чел., 65 орудий, 10 пулеметов) оборонял город и перешеек Цзинджоу. Отряд во главе с командиром полка полковником Н. А. Третьяковым держался до 18 часов против 36-тысячной японской армии генерала Оку, после чего, не получив поддержки, отступил, потеряв 1372 нижних чина (31,5 %), 28 офицеров (46 %) и всю тяжелую артиллерию.

Вообще надо отдать должное 5-му Восточно-Сибирскому стрелковому полку, который геройски защищал вверенную ему позицию в течение целого дня до полного переутомления и физического, и нравственного. Этой стойкостью полк в значительной мере был обязан редкой энергии и неустрашимости своего командира, полковника Третьякова, который, единственный из начальствующих лиц, вынес непосредственно на себе всю тяжесть боя, остановил всеобщую панику и, после всех этих проявлений мужества и распорядительности, остался тем же тихим, скромным и незаносчивым человеком.
- 1910 — 5-й Сибирский стрелковый полк.
- 18 июля 1914 — входил в состав 1-й бригады 2-й Сибирской стрелковой дивизии 1-го Сибирского армейского корпуса. Дислоцировался в Приамурском Военном Округе.

## Знаки различия

### Офицеры
| Описание     | Знаки различия по состоянию на 1904—1909 гг. | Знаки различия по состоянию на 1904—1909 гг. | Знаки различия по состоянию на 1904—1909 гг. | Знаки различия по состоянию на 1904—1909 гг. | Знаки различия по состоянию на 1904—1909 гг. | Знаки различия по состоянию на 1904—1909 гг. | Знаки различия по состоянию на 1904—1909 гг. | Знаки различия по состоянию на 1904—1909 гг.               |
| ------------ | -------------------------------------------- | -------------------------------------------- | -------------------------------------------- | -------------------------------------------- | -------------------------------------------- | -------------------------------------------- | -------------------------------------------- | ---------------------------------------------------------- |
| Погоны       |                                              |                                              |                                              |                                              |                                              |                                              |                                              |                                                            |
| Классный чин | Полковник                                    | Подполко́вник                                 | Капитан                                      | Штабс-капитан                                | Пору́чик                                      | Подпору́чик                                   | Прапорщик                                    | Зауряд-прапорщик (произведенный из старших унтер-офицеров) |
| Группа       | Штаб-офицеры                                 | Штаб-офицеры                                 | Обер-офицеры                                 | Обер-офицеры                                 | Обер-офицеры                                 | Обер-офицеры                                 | Обер-офицеры                                 | Обер-офицеры                                               |

## Командиры полка
- 27.02.1901-29.07.1905 — полковник (c 22.10.1904 генерал-майор) Третьяков, Николай Александрович
- 29.12.1908-25.03.1914 — полковник Дубисский, Филипп-Станислав Иосифович
- 12.02.1915—20.09.1915 (погиб в бою) — полковник Викторов, Константин Александрович
- 25.03.1914-после 01.08.1916 — полковник Еленев, Иван Фёдорович
- 1916 — полковник Толстов, Сергей Сергеевич

## Отличия
- Георгиевское знамя за Цзиньчжоу и Порт-Артур.

## Известные люди, служившие в полку
- Бакич, Андрей Степанович — генерал-лейтенант, участник Белого движения.
- Терешков, Алексей Дмитриевич — генерал-лейтенант РККА, Герой Советского союза (воевал в полку старшим унтер-офицером в 1915-1917 годах).